# Julio César Romero
Julio César Romero Insfrán, becenevén Romerito (Luque, 1960. augusztus 28. –) paraguayi válogatott labdarúgó.

## Sikerei, díjai
- Játékosként:
  - Copa América: 1979
  - North American Soccer League: 1980, 1982
  - Brazil labdarúgó-bajnokság (első osztály): 1984
  - Carioca (Rio de Janeiro állam) labdarúgó-bajnokság (első osztály): 1984, 1985
  - Kupagyőztesek Európa-kupája: 1988-1989
  - Mexikói labdarúgó-bajnokság (első osztály): 1989-1990
  - Mexikói labdarúgókupa: 1989-1990
  - Torneo República: 1992

## Fordítás
- Ez a szócikk részben vagy egészben  a   Julio César Romero című angol Wikipédia-szócikk fordításán alapul.  Az eredeti cikk szerkesztőit annak laptörténete sorolja fel. Ez a jelzés csupán a megfogalmazás eredetét és a szerzői jogokat jelzi, nem szolgál a cikkben szereplő információk forrásmegjelöléseként.